# کارآموز (فیلم ۲۰۰۰)
«کارآموز» (انگلیسی: The Intern (2000 film)) یک فیلم به کارگردانی مایکل لانگه است که در سال ۲۰۰۰ منتشر شد.

## بازیگران
- دامینیک سوین
- جون ریورز
- پگی لیپتون
- کیتی گریفین
- آنا تامسون
- پائولینا پوریژکوا
- ویکتور وارنادو